# Hwang Hee-chan
Hwang Hee-chan (Koreaans: 황희찬) (Chuncheon, 26 januari 1996) is een Zuid-Koreaans voetballer die doorgaans als aanvaller speelt. Hij maakte in de zomer van 2022 de overstap van RB Leipzig naarWolverhampton Wanderers. Hwang debuteerde in 2016 als international in het Zuid-Koreaans voetbalelftal.

## Clubcarrière

### FC Liefering
Red Bull Salzburg haalde Hwang in 2014 weg bij Pohang Steelers en bracht hem onder bij dochterclub FC Liefering. Daar maakte hij op 27 februari 2015 tegen SC Austria Lustenau zijn debuut in het betaalde voetbal. Op 17 april scoorde hij tegen TSV Hartberg zijn eerste doelpunt voor FC Liefering en in het betaalde voetbal. In zijn debuutseizoen maakte hij twee doelpunten in dertien competitieduels in de Erste Liga. In de eerste seizoenshelft van het 2015/16 scoorde hij elf doelpunten in achttien competitiewedstrijden, waaronder driemaal twee in één wedstrijd.

### Red Bull Salzburg
Hwang debuteerde op 6 februari 2015 voor Red Bull Salzburg in de Oostenrijkse Bundesliga, tegen SV Mattersburg. De rest van het seizoen wist hij nog niet te scoren voor Red Bull Salzburg. Op 20 oktober maakte hij tegen OGC Nice zijn debuut in de Europa League. Drie dagen later scoorde hij tegen SKN Sankt Pölten zijn eerste twee doelpunten voor Red Bull Salzburg.  Op 1 juni 2017 stond Hwang met Red Bull Salzburg in de finale van de Oostenrijkse voetbalbeker. Hwang stond in de basis, scoorde zelf de openingstreffer en zag zijn team met 1-2 winnen. Dat jaar werd Red Bull Salzburg opnieuw kampioen en ditmaal had Hwang er met twaalf doelpunten in 26 wedstrijden een groot aandeel in.
In zijn derde seizoen bij Red Bull Salzburg scoorde Hwang dertien doelpunten in alle competities, werd hij opnieuw kampioen van Oostenrijk en haalde hij de halve finale van de Europa League, waarin het werd uitgeschakeld door Olympique de Marseille. Het seizoen erop werd Hwang voor een seizoen verhuurd aan 2. Bundesliga-club Hamburger SV, waar hij twee doelpunten scoorde in 21 wedstrijden.
Terug bij Red Bull Salzburg vormde hij een gevaarlijk trio met Erling Braut Haaland en Takumi Minamino. Red Bull Salzburg scoorde zestien doelpunten in zes groepswedstrijden tegen Liverpool en Napoli en Hwang viel op met drie goals, drie assists en het meekrijgen van twee strafschoppen in die zes wedstrijden. Ook in de competitie ging het hard: Hwang won de competitie én de beker in eigen land. In totaal speelde Hwang 126 wedstrijden voor Red Bull Salzburg, waarin hij goed was voor 45 goals en 29 assists.

### RB Leipzig
In de zomer van 2020 nam zusterclub RB Leipzig Hwang over 12 miljoen euro. Op 12 september maakte hij in de DFB-Pokal tegen 1. FC Nürnberg zijn debuut met een goal en een assist. Een week later maakte hij tegen 1. FSV Mainz 05 zijn debuut in de Bundesliga. Hij zou alleen in de beker drie doelpunten weten te maken, maar verder zou hij in twintig competitiewedstrijden droog blijven staan.

### Wolverhampton
In augustus 2021 huurde Wolverhampton Wanderers Hwang voor één seizoen van RB Leipzig. Op 11 september scoorde Hwang in zijn debuut tegen Watford zijn eerste doelpunt voor de club. Op 26 januari 2022 maakte de club bekend dat ze een clausule in de leendeal hadden geactiveerd, waarmee ze Hwang in de zomer definitief kon vastleggen. Wolverhampton betaalde 16,7 miljoen euro voor hem en gaf hem een contract voor vier seizoenen. Dat seizoen zou hij eindigden met vijf goals in dertig competitiewedstrijden. Na een seizoen met slechts vier goals in alle competities, viel Hwang in het seizoen 2023/24 op met twaalf Premier League-goals.

## Clubstatistieken
| Seizoen     | Club                    | Competitie     | Competitie | Competitie | Beker | Beker | Internationaal | Internationaal | Totaal | Totaal |
| Seizoen     | Club                    | Competitie     | Wed.       | Dlp.       | Wed.  | Dlp.  | Wed.           | Dlp.           | Wed.   | Dlp.   |
| ----------- | ----------------------- | -------------- | ---------- | ---------- | ----- | ----- | -------------- | -------------- | ------ | ------ |
| 2014/15     | FC Liefering            | Erste Liga     | 13         | 2          | 0     | 0     | —              | —              | 13     | 2      |
| 2015/16     | FC Liefering            | Erste Liga     | 18         | 11         | 0     | 0     | —              | —              | 18     | 11     |
| 2015/16     | Red Bull Salzburg       | Bundesliga     | 13         | 0          | 1     | 0     | —              | —              | 14     | 0      |
| 2016/17     | Red Bull Salzburg       | Bundesliga     | 26         | 12         | 6     | 2     | 3              | 2              | 35     | 16     |
| 2017/18     | Red Bull Salzburg       | Bundesliga     | 20         | 5          | 3     | 3     | 14             | 5              | 37     | 13     |
| 2018/19     | → Hamburger SV          | 2. Bundesliga  | 20         | 2          | 1     | 0     | —              | —              | 21     | 2      |
| 2019/20     | Red Bull Salzburg       | Bundesliga     | 27         | 11         | 5     | 1     | 8              | 4              | 40     | 16     |
| 2020/21     | RB Leipzig              | Bundesliga     | 18         | 0          | 5     | 3     | 3              | 0              | 26     | 3      |
| 2021/22     | RB Leipzig              | Bundesliga     | 2          | 0          | 1     | 0     | —              | —              | 3      | 0      |
| 2021/22     | → Wolverhampton         | Premier League | 30         | 5          | 1     | 0     | —              | —              | 31     | 5      |
| 2022/23     | Wolverhampton Wanderers | Premier League | 27         | 3          | 5     | 1     | —              | —              | 32     | 4      |
| 2023/24     | Wolverhampton Wanderers | Premier League | 29         | 12         | 2     | 1     | —              | —              | 31     | 13     |
| 2024/25     | Wolverhampton Wanderers | Premier League | 14         | 2          | 2     | 0     | —              | —              | 16     | 2      |
| Club totaal | Club totaal             | Club totaal    | 257        | 65         | 32    | 11    | 28             | 11             | 317    | 87     |

## Interlandcarrière
Hwang debuteerde op 1 september 2016 in het Zuid-Koreaans voetbalelftal, in een WK-kwalificatiewedstrijd tegen China. Vijf dagen later speelde hij opnieuw als invaller zijn tweede interland, tegen Syrië.
Hwang kwam uit op de WK-eindronde 2018 in Rusland, waar de selectie onder leiding van bondocach Shin Tae-yong in de groepsfase werd uitgeschakeld. De ploeg verloor van achtereenvolgens Zweden (0-1) en Mexico (1-2), maar won in het afsluitende groepsduel met 2-0 van titelverdediger Duitsland, waardoor Die Mannschaft eveneens de koffers kon pakken. Hwang speelde mee in alle drie de groepswedstrijden.
Op het WK 2022 scoorde Hwang in de 91ste minuut van de laatste wedstrijd in de poulefase tegen Portugal, waardoor Zuid-Korea Uruguay op het laatste moment passeerde in de eindstand, en de knock-out fase van het WK bereikte.

## Erelijst
Red Bull Salzburg
- Bundesliga

2015/16, 2016/17, 2017/18, 2019/20
- Beker van Oostenrijk

2015/16, 2016/17, 2019/20